# Ulopedra planata
Ulopedra planata är en insektsart som beskrevs av Evans 1959. Ulopedra planata ingår i släktet Ulopedra och familjen dvärgstritar. Inga underarter finns listade i Catalogue of Life.